# Prückler Ignác (1840–1919)
Ifjabb Prückler Ignác István (Pest, 1840. augusztus 20. – Sopron, 1919. július 16.), fűszerkereskedő, pezsgőgyáros, a Prückler Ignácz Magyarország első rum-, likőr- és pezsgőgyára társtulajdonosa, az Országos Iparegyesület tagja, a Gyarmatáru-kereskedők Országos Szövetsége alelnöke, Magyar Kereskedelmi Csarnok szeszes italok szakosztályának az elnöke, bérház tulajdonos.

## Családja és származása

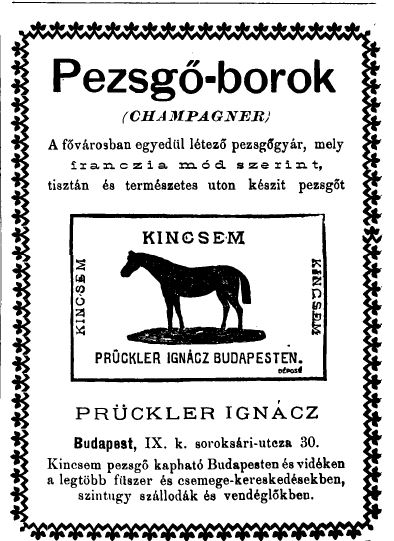
1882-es reklám a Kincsem pezsgőről, amelyet a Prückler Ignácz pezsgőgyára gyártott.

Az ősrégi római katolikus nagypolgári alsó-bajorországi származású Prückler családban született. Apja Prückler Ignác (1809-1876), fűszerkereskedő, pesti polgár, pezsgőgyáros, a magyar kereskedelmi bank, az osztrák nemzeti bank, az első hazai takarékpénztár és az első magyar általános biztosító társulat igazgató tanácsosa, anyja Wagner Lujza (1815-1883) volt. Apai nagyszülei Prückler József Kalazancius (1778-1848), pékmester, pesti bérház tulajdonos, választott pesti polgár, császári királyi százados, és Ottinger Klára (1781-1826) voltak. Anyai nagyszülei Wagner Vitusz, soproni mészáros, kereskedő, városi tisztviselő és Marent Magdolna voltak. Ifjabb Prückler Ignác fivére Prückler László (1847–1929), fűszerkereskedő, pezsgőgyár-tulajdonos, politikus, fővárosi törvényhatósági bizottság tag, a Prückler Ignácz Magyarország első rum-, likőr- és pezsgőgyára társtulajdonosa. Nagybátyja Prückler József (1804-1866), pesti polgár, pékmester, bérpalota tulajdonos, 1848-as szabadságharc alhadnagya volt. Prückler László elsőfokú unokatestvére, Prückler József lánya, Prückler Klára (1833-1907), akinek a férje, Topits József (1824–1876), Topits József fia Első magyar gőztésztagyár alapítója és tulajdonosa; Topits József és Prückler Klára fia, Topits Alajos József (1855-1926), tésztagyáros, a Ferenc József-rend lovagja, az Országos Ipar Tanács tagja, Országos Iparegyesület Igazgatóságának a tagja volt.

## Élete
1876-ban idősebb Prückler Ignác elhunyt és ezzel két fia, ifjabb Prückler Ignác és Prückler László átvette az 1834-ben alapított Prückler Ignácz Magyarország első rum-, likőr- és pezsgőgyára vezetését. Ifjabb Prückler Ignác és fivére Prückler László az 1867-ben megalakult Országos Iparegyesület tagja volt, amelynek az apjuk alapítótagja volt.
A gyár fejlesztését és aktívabb vezetését Prückler László vállalta; emellett ifjabb Prückler Ignác az országos kereskedelem egyesületi és szövetségi életben vett részt, annak érdekében, hogy a körülményeit javítsa. 1881. november 7-én alakult meg az Gyarmatáru-kereskedők Országos Szövetsége, amelynek az elnök Hubenay József, az alnelnöke ifjabb Prückler Ignác lett. 1880. február 8-án a Magyar Kereskedelmi Csarnok tartotta az alakuló gyűlését. Ifjabb Prückler Ignác a szeszes italok szakosztályának az elnöke lett. 1881-ben az egyik gyűlésen Prückler Ignác előadta nézeteit a fiumei piacról. Szerinte magyar italoknak lehetetlen Fiuméban mindaddig piacot csinálni, míg a palackonként fizetendő 3 forintos óriási magas accis fennáll. Ami pedig az akkori exportot illete, ez nem igényelte szerinte, hogy Fiuméban lerakat legyen, mert a kivitel egyenesen Budapestről történhetik Athénbe és más piacokra. 1888. március 23-án a Magyar Kereskedelmi Csarnok választmánya tartotta gyűlését; ezen a III. szakosztály elnökévé ifjabb Prückler Ignác kereskedőt választották meg. Az 1880-as években a gazdasági körülmények egyre kedvezőtlenebbekké váltak a pezsgőgyár számára.
1888-ban végfelszámolás indult a cég ellen, melynek eredményként az ettől fogva „Prückler & Co.” nevet viselő közkereseti társaságnak a családból Prückler László maradt a beltagja, míg a másik beltag Bernhardt Gyula kereskedő, a „Prückler Ignácz” cég egyik fő hitelezője lett. Egyidejűleg a családon belül is vagyoni per zajlott le, ami végül egyezséggel zárult: a kiskorú Prückler Margit, Lujza és Ilka nevében fellépő gyámok perelték be Prückler Lászlót és ifjabb Prückler Ignácot. Másrészt, az akkori sajtó egyértelműen is ismertette, hogy "nem képezett titkot hogy az egykor gazdag pezsgőgyáros a tönk szélére jutott gyára, melyet bátyjával közösen vezetett az utóbbi években nagymérvű pangásnak indult. Az újabb magyar pezsgők teljesen kiszorították Prücklerék készítményét a forgalomból úgy hogy a nagy összegeket megemésztő befektetés nemhogy a kamatokat meghozta volna de újabb áldozatokat igényelt". A következő években a kiszorult Prückler Ignác felesége családja révén Sopronba költözött. 1895. június 12-én alakult meg a Soproni takarékpénztár, amelynek a választmányi tagja Prückler Ignác lett. 1903-ban a Soproni takarékpénztár bukott; a per után Prückler Ignác igazgatósági tagot ötszáz korona pénzbüntetésre ítélte a bíróság. 1901. március 1-jén a Soproni építő- és földhitelbank részvénytársulat közgyűlésén Prückler Ignác felügyelő bizottsági taggá választotta meg.

## Házassága és leszármazottjai
Pesten, 1874. május 31-én feleségül vette a nemesi származású nemes Gonzalles Karolin (*Bécs, 1851. március 28.–†Csabrendek, 1930. február 15.) kisasszonyt, akinek a szülei a Sopronban lakó nemes Gonzalles Károly (1816–1895), bécsi gépgyári mérnök, a büki cukorgyár alapítója, és steinselzi Exter Anna (1822–1901) voltak. Prückler Ignác és Gonzalles Karolin frigyéből született:
- Prückler Frigyes Károly (Pest (belvárosi), 1875. április 3.–†Budapest (XI. ker.), 1950. január 2.), fővárosi számvevő főtanácsos. Felesége: varjasi Suhajda Rozália Erzsébet Piroska (*Debrecen, 1883. január 14. †Budapest, 1969. szeptember 25.)
- Prückler Károly Ignác (Pest (belvárosi), 1877. március 18.–1891.)
- Prückler Szerafin Anna Lujza (Pest (belvárosi), 1880. augusztus 24.– 1955. június 11.), soproni magán elemi iskola vezetője.